# Аппоматокс (нефтяное месторождение)
Аппоматокс (англ. Appomattox) — нефтяное месторождение в каньоне Миссисипи в Мексиканском заливе. Открыто в 2010 году бурением на установке Deepwater Nautilus. Начальные запасы нефти составляют 50 млн. тонн.
Нефтеносность установлена в отложениях неогена и палеогена.
Оператором Аппоматокса является англо-голландская нефтяная компания Shell (80 %). Другим партнером проекта является Nexen (20 %).